# Elecciones generales de Japón de 1967
Las elecciones generales se celebraron en Japón el 29 de enero de 1967. El resultado fue una victoria para el Partido Liberal Democrático, el cual ganó 277 de los 486 escaños.

## Resultados
| Partido                   | Partido                        | Votos      | %      | Escaños | +/-   |
| ------------------------- | ------------------------------ | ---------- | ------ | ------- | ----- |
|                           | Partido Liberal Democrático    | 22,447,838 | 48.80  | 277     | -6    |
|                           | Partido Socialista de Japón    | 12,826,104 | 27.88  | 140     | -4    |
|                           | Partido Socialista Democrático | 3,404,464  | 7.40   | 30      | +7    |
|                           | Partido del Gobierno Limpio    | 2,472,371  | 5.38   | 25      | Nuevo |
|                           | Partido Comunista de Japón     | 2,190,564  | 4.76   | 5       | 0     |
|                           | Otros partidos                 | 101,244    | 0.22   | 0       | 0     |
|                           | Independientes                 | 2,553,989  | 5.55   | 9       | -3    |
|                           |                                |            |        |         |       |
| Votos válidos             | Votos válidos                  | 45,996,574 | 98.69  |         |       |
| Votos blancos/nulos       | Votos blancos/nulos            | 609,466    |        |         |       |
| Total                     | Total                          | 45,996,574 | 100.00 | 486     | +19   |
| Registrados/Participación | Registrados/Participación      | 62,992,796 | 73.99  | +2.85   | +2.85 |
| Fuente: Nohlen et al.     |                                |            |        |         |       |